# Distrito de Criuleni
El distrito de Criuleni es uno de los raion en la parte central de Moldavia. Su centro administrativo (Oraş-reşedinţă) es la ciudad de Criuleni. El 1 de enero de 2005 su población era de 72.200 habitantes.

## Subdivisiones
Comprende la ciudad de Criuleni (con las pedanías de Ohrincea y Zolonceni) y las siguientes comunas:
- Bălăbănești (con las pedanías de Mălăiești y Mălăieștii Noi)
- Bălțata (con las pedanías de Bălțata de Sus, Sagaidac y Sagaidacul de Sus)
- Boșcana (con la pedanía de Mărdăreuca)
- Cimișeni
- Corjova
- Coșernița
- Cruglic
- Dolinnoe (con las pedanías de Valea Coloniței y Valea Satului)
- Drăsliceni (con las pedanías de Logănești y Ratuș)
- Dubăsarii Vechi
- Hîrtopul Mare (con la pedanía de Hîrtopul Mic)
- Hrușova (con las pedanías de Chetroasa y Ciopleni)
- Ișnovăț
- Izbiște
- Jevreni
- Mașcăuți
- Măgdăcești
- Miclești (con la pedanía de Stețcani)
- Onițcani
- Pașcani (con la pedanía de Porumbeni)
- Răculești (con la pedanía de Balașești)
- Rîșcova
- Slobozia-Dușca
- Zăicana